# Зелёный Гай (Акмолинская область)
Зелёный Гай (каз. Зеленый Гай) — село в Целиноградском районе Акмолинской области Казахстана. Входит в состав сельского округа Родина. Код КАТО — 116661200.

## География
Село расположено на левом берегу реки Ишим, в северо-западной части района, на расстоянии примерно 42 километров (по прямой) к северо-западу от административного центра района — села Акмол, в 5 километрах к западу от административного центра сельского округа — села Родина.
Абсолютная высота — 318 метров над уровнем моря.
Ближайшие населённые пункты: село Каменка — на западе, село Родина — на востоке, село Акмечеть — на северо-востоке.

## Население
В 1989 году население села составляло 274 человек (из них русские — 27%, поляки — 26%).

В 1999 году население села составляло 307 человек (148 мужчин и 159 женщин). По данным переписи 2009 года в селе проживало 295 человек (146 мужчин и 149 женщин).  По данным переписи 2021 года в селе проживало 241 человек (127 мужчин и 114 женщин).
| Численность населения | Численность населения | Численность населения | Численность населения |
| 1989                  | 1999                  | 2009                  | 2021                  |
| --------------------- | --------------------- | --------------------- | --------------------- |
| 274                   | ↗307                  | ↘295                  | ↘241                  |